# UFC sur ESPN : Emmett contre Murphy
UFC Fight Night: Emmett vs. Murphy (également connu sous le nom d' UFC sur ESPN 65 et UFC Vegas 105 ) est un événement d'arts martiaux mixtes produit par l'Ultimate Fighting Championship qui a eu lieu le 5 avril 2025, à l'UFC Apex à Enterprise, Nevada, dans la vallée de Las Vegas, États-Unis.

## Contexte
Un combat poids plume entre l'ancien challenger intérimaire du championnat poids plume de l'UFC Josh Emmett et Lerone Murphy devrait être la tête d'affiche de l'événement.
Un combat poids plume entre Giga Chikadze et David Onama était prévu pour cet événement. Cependant, le combat a été déplacé vers UFC sur ESPN : Hill vs. Rountree Jr. pour des raisons inconnues.
Un combat de poids paille féminin entre Ariane Carnelossi et Loma Lookboonmee était prévu pour cet événement. Cependant, Carnelossi s'est retirée du combat en raison d'une blessure à la cheville et a été remplacée par Istela Nunes.
Un combat de poids lourds entre Kennedy Nzechukwu et Martin Buday était prévu pour cet événement. Cependant, Nzechukwu a été retiré de l'événement en raison d'une blessure et remplacé par l'actuel champion des poids lourds légers de la LFA, Uran Satybaldiev.
Daniel Santos n'a pas pu se présenter à la pesée, son combat de poids coq contre Davey Grant a donc été annulé en raison de problèmes médicaux.
De plus, lors de la pesée, Cortavious Romious pesait 62,5 kg, soit trois livres et demie de plus que la limite des poids coqs pour un combat hors titre. Le combat se déroulera en poids convenu et Romious se verra infliger une amende de 20 % de sa bourse, qui ira à son adversaire Lee Chang-ho.

## Résultats
| Carte principale (ESPN / ESPN+)   | Carte principale (ESPN / ESPN+) | Carte principale (ESPN / ESPN+) | Carte principale (ESPN / ESPN+) | Carte principale (ESPN / ESPN+)          | Carte principale (ESPN / ESPN+) | Carte principale (ESPN / ESPN+) | Carte principale (ESPN / ESPN+) |
| Catégorie                         |                                 |                                 |                                 | Méthode                                  | Round                           | Chrono.                         | Notes                           |
| --------------------------------- | ------------------------------- | ------------------------------- | ------------------------------- | ---------------------------------------- | ------------------------------- | ------------------------------- | ------------------------------- |
| Poids Plumes                      | Lerone Murphy                   | déf.                            | Josh Emmett                     | Décision (unanime) (48–47, 48–47, 49–46) | 5                               | 5:00                            |                                 |
| Poids Plumes                      | Pat Sabatini                    | déf.                            | Joanderson Brito                | Décision (unanime) (30–26, 30–26, 30–27) | 3                               | 5:00                            |                                 |
| Poids Convenu (62,5 kg)           | Lee Chang-ho                    | déf.                            | Cortavious Romious              | TKO (coups et coudes)                    | 2                               | 3:48                            |                                 |
| Poids Moyens                      | Brad Tavares                    | déf.                            | Gerald Meerschaert              | Décision (unanime) (29–28, 29–28, 29–28) | 3                               | 5:00                            |                                 |
| Poids Mouches                     | Ode' Osbourne                   | déf.                            | Luis Gurule                     | TKO (coups)                              | 2                               | 1:54                            |                                 |
| Poids Moyens                      | Torrez Finney                   | déf.                            | Robert Valentin                 | Décision (divisée) (30–27, 28–29, 29–28) | 3                               | 5:00                            |                                 |
| Carte Préliminaire (ESPN / ESPN+) |                                 |                                 |                                 |                                          |                                 |                                 |                                 |
| Poids Mouches Femmes              | Dione Barbosa                   | déf.                            | Diana Belbiţă                   | Soumission (étranglement triangulaire)   | 1                               | 4:13                            |                                 |
| Poids Welter                      | Rhys McKee                      | déf.                            | Daniel Frunza                   | TKO (arrêt du médecin)                   | 1                               | 5:00                            |                                 |
| Poids Pailles Femmes              | Loma Lookboonmee                | déf.                            | Istela Nunes                    | Décision (unanime) (30–27, 29–28, 29–28) | 3                               | 5:00                            |                                 |
| Poids Coq                         | Victor Henry                    | déf.                            | Pedro Falcão                    | Décision (unanime) (29–28, 29–28, 28–28) | 3                               | 5:00                            |                                 |
| Poids Lourds                      | Martin Buday                    | déf.                            | Uran Satybaldiev                | Décision (unanime) (29–28, 29–28, 29–28) | 3                               | 5:00                            |                                 |
| Poids Pailles Femmes              | Talita Alencar                  | déf.                            | Vanessa Demopoulos              | Décision (unanime) (30–26, 30–27, 30–27) | 3                               | 5:00                            |                                 |

## Récompenses bonus
Les combattants suivants ont reçu chacun un bonus de 50 000$ :
- Combat de la soirée : aucun bonus attribué
- Performance de la soirée : Lee Chang-ho, Ode' Osbourne, Dione Barbosa et Rhys McKee